# Outside the Dream Syndicate
Outside the Dream Syndicate je společné studiové album amerického hudebníka Tonyho Conrada a německé skupiny Faust. Nahráno bylo v říjnu 1972 a jeho producentem byl Uwe Nettelbeck, který s kapelou Faust již v minulosti spolupracoval. Vydáno bylo následujícího roku. Původní verze obsahuje dvě více než pětadvacetiminutové skladby. V roce 1993 album vyšlo na CD doplněné o jednu další dvacetiminutovou skladbu. Roku 2002 vyšlo album znovu doplněné o dvě kratší skladby a delší verzi skladby, které vyšla již na reedici v roce 1993. Kapela s Conradem v roce 1995 představila koncertní verzi alba. V roce 2015 spolu hráli v Berlíně.

## Seznam skladeb
Autorem všech skladeb je Tony Conrad.

### Původní vydání (LP, 1973)
| Strana 1 | Strana 1                           | Strana 1 |
| Pořadí   | Název                              | Délka    |
| -------- | ---------------------------------- | -------- |
| 1.       | From the Side of Man and Womankind | 27:16    |

| Strana 2 | Strana 2                     | Strana 2 |
| Pořadí   | Název                        | Délka    |
| -------- | ---------------------------- | -------- |
| 2.       | From the Side of the Machine | 26:20    |

### Reedice (CD, 1993)
| Pořadí | Název                              | Délka |
| ------ | ---------------------------------- | ----- |
| 1.     | From the Side of Man and Womankind | 27:16 |
| 2.     | From the Side of the Machine       | 26:20 |
| 3.     | From the Side of Woman and Mankind | 20:04 |

### Reedice (2CD, 2002)
| CD 1   | CD 1                               | CD 1  |
| Pořadí | Název                              | Délka |
| ------ | ---------------------------------- | ----- |
| 1.     | From the Side of Man and Womankind | 27:16 |
| 2.     | From the Side of the Machine       | 26:20 |

| CD 2   | CD 2                                                 | CD 2  |
| Pořadí | Název                                                | Délka |
| ------ | ---------------------------------------------------- | ----- |
| 1.     | The Pyre of Angus Was in Kathmandu                   | 3:38  |
| 2.     | The Death of the Composer Was in 1962                | 3:16  |
| 3.     | From the Side of Woman and Mankind (kompletní verze) | 31:09 |

## Obsazení
- Tony Conrad
- Werner „Zappi“ Diermaier
- Jean-Hervé Péron
- Rudolf Sosna